# Dave Stathos
Dave Stathos (né le 20 janvier 1978 à Longueuil, Québec, Canada) est un joueur professionnel de hockey sur glace. Il évolue au poste de gardien de but,.
Il est un ancien gardien de but en Finlande. Il a été figurant dans la série québécoise « Lance et compte -Le grand duel  ». Il est aussi le gardien de l'équipe de Montréal dans la télé réalité québécoise « La Série Montréal-Québec».